# Shirley Clamp
Shirley Clamp (* 17. Februar 1973 in Borås) ist eine schwedische Pop- und Schlager-Sängerin. Sie singt überwiegend in schwedischer Sprache.

## Leben
Shirley Clamp ist die Tochter eines Briten und einer Schwedin. Ihre Karriere begann 2000 zunächst als Background-Sängerin. 2003 nahm sie mit ihrer Debütsingle Mr. Memory erstmals am ESC-Vorentscheid Melodifestivalen teil, wo sie den 6. Platz erreichte. Im nächsten Jahr erreichte sie mit dem Titel Min kärlek den 2. Platz im Vorentscheid und hatte ihren ersten Charttitel. Auch erschien ihr Debütalbum.
Auch 2005, 2009, 2011, 2014 und 2022 nahm sie jeweils am Melodifestivalen teil. Ihre Singles und Alben erreichten in Schweden regelmäßig die Charts. Zusammen mit Sanna Nielsen und Sonja Aldén veröffentlichte sie 2008 und 2010 zwei Weihnachts-Alben, die den 1. und 6. Platz der schwedischen LP-Charts erreichten.

## Diskografie

### Alben
- 2004: Den långsamma blomman
- 2005: Lever mina drömmar
- 2006: Favoriter på svenska
- 2007: Tålamod
- 2009: För den som älskar - en samling

### Singles
- 2002: La Vie (This Is My Life) (mit Christer Björkman, official pride song 2002)
- 2003: Mr. Memory
- 2003: Jag fick låna en ängel
- 2004: Min kärlek
- 2004: Eviga längtan
- 2004: För den som älskar
- 2004: Do They Know It's Christmas
- 2005: Att älska dig
- 2005: Mina minnen
- 2005: Lite som du (mit Robert Jelinek)
- 2006: Lever mina drömmar
- 2006: När kärleken föds (Coversong)
- 2007: Jag tar en annan väg
- 2007: Tålamod
- 2009: Med hjärtat fyllt av ljus
- 2013: Step By Step
- 2014 – Burning Alive